# OTO Melara 76 mm
OTO Melara 76 mm är en mycket vitt spridd marin artilleripjäs i kalibern 76 mm. Pjäsen, som introducerades 1964 av italienska Breda och nu tillverkas av OTO Melara, används av över 50 flottor och över 1 000 exemplar av pjäsen har tillverkats. Det är således en av efterkrigstidens mest framgångsrika och mest sålda marina artilleripjäser. Pjäsen är en mycket kompakt design och kan installeras på mindre fartyg som patrullbåtar och korvetter såväl som på större fartyg som jagare och är avsedd att användas mot ytmål, markmål och luftmål inklusive sjömålsrobotar (vilket gör den till en allmålskanon). I den sista rollen hjälps den av sin, i förhållande till den relativt stora kalibern, höga eldhastighet samt ett avancerat zonrör. Pjäsen är utrustad med en tvådelad vattenkylt eldrör med utbytbart inre fodral och har en mynningsbroms för minskad rekyl. 

## Versioner
Pjäsen finns idag i två versioner, 76/62 Compatto och 76/62 Super Rapido. Compatto är den ursprungliga versionen som introducerades i tjänst 1964 och den saluförs än idag. Super Rapido är en uppdaterad och mer avancerad version som introducerades i tjänst 1988. Den erbjuder högre eldhastighet och ett i förhållande till kanontornet självständigt magasin vilket låter matningen av granater avbrytas för att byta ammunitionstyp. Compatto hade problem med vibrationer som gjorde precisionen sämre än önskvärd, vilket negativt påverkade dess förmåga att bekämpa sjömålsrobotar och precisionsstyrda bomber. Hos Super Rapido är dessa problem åtgärdade och precisionen är därigenom förbättrad, med en spridning på 0,3 mrad, vilket innebär att på 1 000 meters avstånd faller skotten inom 300 mm från siktpunkten. Vissa problem med tillförlitligheten ska också ha åtgärdats. 
För att uppnå den högre eldhastigheten hos Super Rapido modifierade man ammunitionen, tändrören såväl som matningssystemet där vissa cykliska funktioner utförs parallellt, till exempel förs ett nytt skott in i kammaren samtidigt som den förbrukade hylsan kastas ut. Dessa omfattande förändringar, särskilt förändringarna i matningssystemet, gör att det inte enkelt går att konvertera en pjäs av typ Compatto till en Super Rapido. Super Rapido har också ett torn som designats för att minska radarytan hos pjäsen.

## Ammunition
Ammunition tillverkas av Oto Melera samt på grund av pjäsens stora spridning ett antal andra tillverkare. Bland Oto Meleras ammunitionsalternativ återfinns sprängranater (Effektiva mot markmål och lätt bepansrade sjömål), kulspränggranater (med ett prefragmenterat hölje samt innehåller en stor mängd wolframkuber som ger en kraftig splittereffekt – splittren kan tränga igenom 6 mm stål och är effektiv mot luftmål inklusive sjömålsrobotar, sjömål som snabba öppna båtar men även lätt bepansrade mål), sjömålsgranater (pansarbrytande granater som är avsedda att tränga igenom ett fartygs yttre hölje och detonera inuti fartyget – typen är effektiv mot bepansrade fartyg där vanliga spränggranater har ringa verkan i målet) och sjömålsgranater med basflödesaggregat (en gasgenerator i granatens bas som minskar det undertryck som uppstår på granatens baksida under dess färd och därigenom minskar luftmotståndet) för ökad räckvidd.

### 3A-Plus
OTO Melara har också utvecklat ett avancerat programmerbart multifunktions-zonrör kallat 3A-Plus (Liknande Bofors 3P-zonrör) som kan användas till de flesta ammunitionstyper. För att använda zonröret krävs det att pjäsen modifieras genom installationen av en zonrörs-programmerare. Programmeringsfunktionen ger mycket hög flexibilitet med möjlighet till tidsfunktion (Airburstläge med mera), proximity-funktion med räckvidd på 10 meter (Med lägen för Gated Proximity, Anti-Missile Proximity, Conventional Air Defence Proximity, Anti-Surface Proximity med mera) och anslagsfunktion (med lägen för fördröjd anslagsdetonation med mera). En DSP filtrerar bort störningar från havet och gör att zonröret kan upptäcka av en sjömålsrobot på så lite som två meters höjd ovanför havsytan vilket ger en kraftigt förhöjd effektivitet mot mycket lågt flygande sjömålsrobotar, enligt OtoMelara tre gånger så hög som andra zonrör. 

### DART
OTO Melara har dessutom utvecklat en helt ny styrbar ammunition, kallad DART, med avsikten att ge bättre effekt mot sjömålsrobotar och ammunitionen beskrivs ha förmåga att bekämpa även sjömålsrobotar som manövrerar kraftigt i slutfasen. Denna typ av ammunition kräver omfattande modifiering av pjäsen för att ge plats åt styrsystemet, kallat STRALES, som använder radio för att styra projektilen. Med denna ammunition fås en av de största fördelarna hos en luftvärnsrobot – förmågan att manövrera under färden till målet.
DART är en liten projektil med en diameter på 40 mm. Projektilen använder ett 3A-Plus-zonrör. Den består av två delar där den främre roterar och är försedd med två små canardvingar för manövreringsförmåga. Den bakre delen innehåller zonröret, den 2,5 kg tunga prefragementerade stridsspetsen med wolframkuber, sex fasta vingar och radiomottagaren. DART har en utgånghastighet på cirka 1 200 m/s med en flygtid på endast 5 sekunder till 5 km avstånd. Den har förmågan att manövrera med 20–25 G.

## Tekniska data

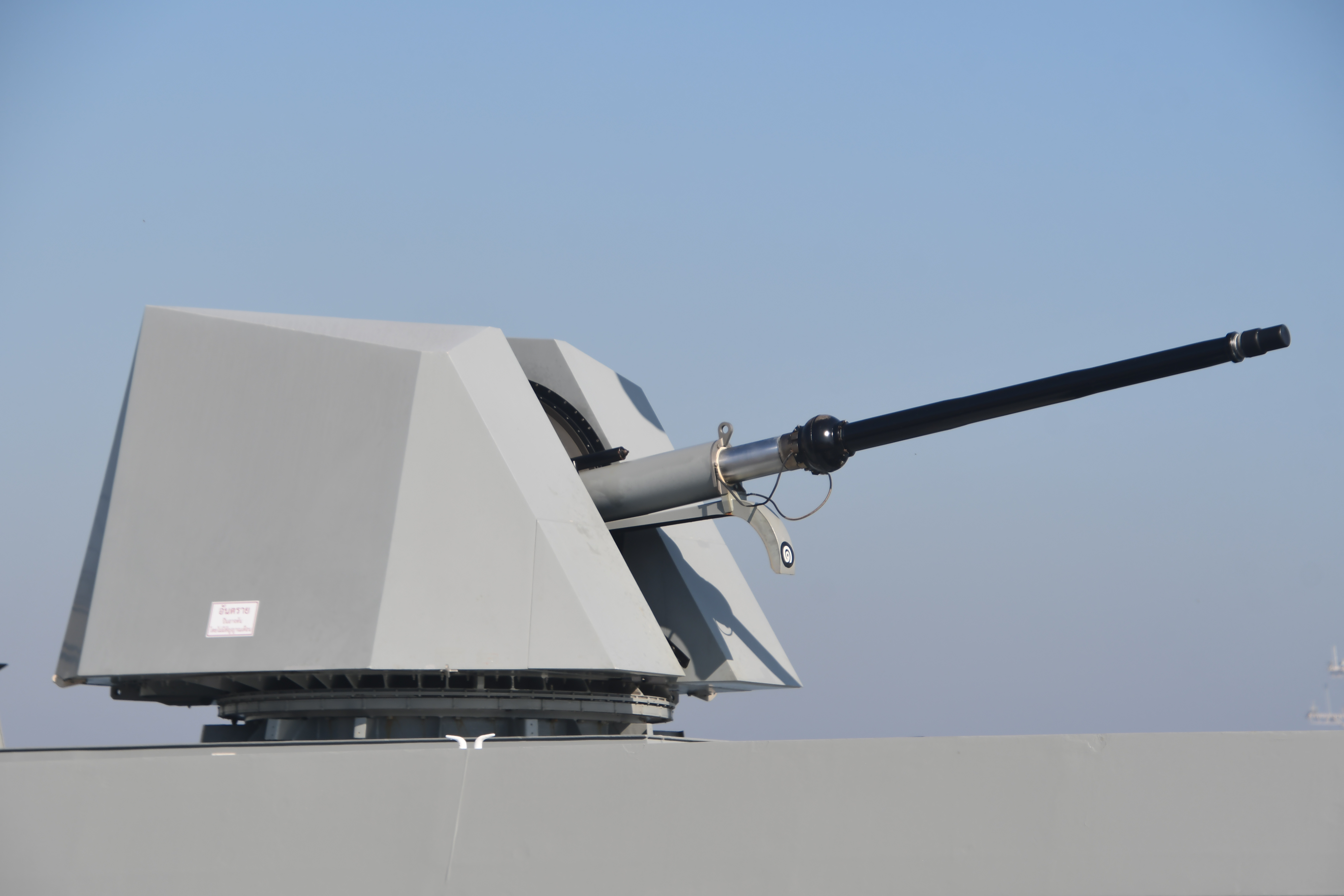
Super Rapido-versionen. Notera utseendet hos tornet med dess avsaknad av räta vinklar och runda former.

Den exakta kalibern är 76,2 mm. Piplängden är 4 724 mm varav 4 012 mm är räfflat med 24 räfflor. Max elevation är +85° och minimal elevation är -15° med en elevationshastighet på 35 grader/sekund. Vikten är cirka 7 500 kg exklusive ammunition. Ett komplett skott väger omkring tolv kilo varav drivladdningen utgör cirka tre och ett halvt kilo och en granat väger mellan fyra och sex kilo varav cirka ett halvt till trekvarts kilo är sprängmedel. Magasinet är 80 skott hos Compatto och 85 skott hos Super Rapido. Eldgivning kan ges med enkelskott eller full cyklisk hastighet. Den cykliska eldhastigheten är 85 skott per minut för Compatto och 120 skott per minut för Super Rapido. Eldhastigheten 120 skott per minut kan bara upprätthållas vid korta eldskurar, vattenkylningen av pipan till trots. Mynningshastigheten uppges vara 915–925 m/s, förutom för ammunitionstypen DART som har en mynningshastighet på 1 200 m/s. Den maximala räckvidden mot sjö- och markmål är 16 000 – 20 000 meter beroende på ammunitionstyp. Effektiv räckvidd mot luftmål är så beroende på målets egenskaper att det är svårt att ge ett siffervärde, men 2 000 – 8 000 meter är en kvalificerad uppskattning.